# Propebela cassis
Propebela cassis é uma espécie de gastrópode do gênero Propebela, pertencente a família Mangeliidae.